# Purworejo (Candimulyo)
Purworejo is een bestuurslaag in het regentschap Magelang van de provincie Midden-Java, Indonesië. Purworejo telt 1994 inwoners (volkstelling 2010).